# Tenuipalpus anoplus
Tenuipalpus anoplus är en spindeldjursart som beskrevs av Baker och Pritchard 1953. Tenuipalpus anoplus ingår i släktet Tenuipalpus och familjen Tenuipalpidae. Inga underarter finns listade i Catalogue of Life.